# Gentianopsis grandis
Gentianopsis grandis är en gentianaväxtart som först beskrevs av H. Smith, och fick sitt nu gällande namn av Yu Chuan Ma. Gentianopsis grandis ingår i släktet strandgentianor, och familjen gentianaväxter. Inga underarter finns listade i Catalogue of Life.